# Prosopis ruizlealii
Prosopis ruizlealii es una especie arbustiva perteneciente al género de fabáceas Prosopis. Habita en el centro-sur de Sudamérica.  

## Distribución
Se distribuye en regiones áridas del oeste de la Argentina, país de donde es endémico, con poblaciones en las provincias de Mendoza, Neuquén y noroeste de La Pampa, en la región de Payunia.

## Características
Es un arbusto espinoso, con una altura de entre 60 y 300 cm. El follaje es caducifolio. Las flores se presentan en racimos de 8 cm de longitud. El fruto es una legumbre casi recta, algo comprimida, de 5 a 17 cm de longitud y de 10 a 1,5 mm de ancho.

## Taxonomía
Prosopis ruizlealii fue descrito en el año 1942 por el botánico argentino Arturo Eduardo Burkart. Pertenece a la Familia Leguminosae, subfamilia Mimosoideae y tribu Adenantereae. El género Prosopis de amplia distribución en América, desde el sur de Estados Unidos hasta la Patagonia cuenta con numerosas especies varias de ellas endemismos regionales como esta, motivo de este artículo. Salvo algunas de las especies de este género que poseen nombres vulgares específicos como por ejemplo "caldén" (Prosopis caldenia Burk.) "retortuño" (Prosopis strombulifera (Lam.) Benth), "ñandubay" (Prosopis affinis Spreng.) "vinal" (Prosopis ruscifolia Griseb.), la mayoría de las especies en América del Sur recibe el nombre de "algarrobos" por cierta similitud con el algarrobo europeo (Ceratonia siliqua L.), en tanto en América del Norte reciben el nombre vulgar y genérico de "mezquites". 
Etimología
Etimológicamente, el nombre genérico Prosopis proviene del griego antiguo y podría significar ‘hacia la abundancia’ ("pros" = ‘hacia’ y "Opis" = ‘diosa de la abundancia y la agricultura’). El nombre específico ruizleali refiere al botánico argentino Adrián Ruiz Leal.